# Rugby en silla de ruedas en los Juegos Paralímpicos
El rugby en silla de ruedas fue incluido en los Juegos Paralímpicos de Verano desde la undécima edición que se celebró en Sídney (Australia) en 2000.

## Ediciones
| N.º | Año  | Sede                     | Medalla de oro | Medalla de plata | Medalla de bronce |
| --- | ---- | ------------------------ | -------------- | ---------------- | ----------------- |
| I   | 2000 | Sídney ( Australia)      | Estados Unidos | Australia        | Nueva Zelanda     |
| II  | 2004 | Atenas ( Grecia)         | Nueva Zelanda  | Canadá           | Estados Unidos    |
| III | 2008 | Pekín ( China)           | Estados Unidos | Australia        | Canadá            |
| IV  | 2012 | Londres ( Reino Unido)   | Australia      | Canadá           | Estados Unidos    |
| V   | 2016 | Río de Janeiro ( Brasil) | Australia      | Estados Unidos   | Japón             |
| VI  | 2020 | Tokio ( Japón)           | Gran Bretaña   | Estados Unidos   | Japón             |
| VII | 2024 | París ( Francia)         | Japón          | Estados Unidos   | Australia         |

## Medallero histórico
- Actualizado hasta París 2024.[2]

| Núm. | País                 | Oro | Plata | Bronce | Total |
| ---- | -------------------- | --- | ----- | ------ | ----- |
| 1    | Estados Unidos (USA) | 2   | 3     | 2      | 7     |
| 2    | Australia (AUS)      | 2   | 2     | 1      | 5     |
| 3    | Japón (JPN)          | 1   | 0     | 2      | 3     |
| 4    | Nueva Zelanda (NZL)  | 1   | 0     | 1      | 2     |
| 5    | Reino Unido (GBR)    | 1   | 0     | 0      | 1     |
| 6    | Canadá (CAN)         | 0   | 2     | 1      | 3     |
|      | TOTAL                | 7   | 7     | 7      | 21    |